# Майзас (приток Томи)
Майзас — река в России, протекает по Междуреченскому району Кемеровской области. Устье реки находится в 669 км от устья Томи по левому берегу. Длина реки составляет 32 км. Приток — Малый Майзас.
Название происходит от кет. май — «кедр» и зас — «река».

## Данные водного реестра
По данным государственного водного реестра России относится к Верхнеобскому бассейновому округу, водохозяйственный участок реки — Томь от истока до города Новокузнецк, без реки Кондома, речной подбассейн реки — Томь. Речной бассейн реки — (Верхняя) Обь до впадения Иртыша.